# Руджет (Горж)
Руджет (рум. Ruget) — село у повіті Горж в Румунії. Входить до складу комуни Рошія-де-Амарадія.
Село розташоване на відстані 194 км на захід від Бухареста, 38 км на схід від Тиргу-Жіу, 76 км на північ від Крайови.

## Населення
За даними перепису населення 2002 року у селі проживали 613 осіб, усі — румуни. Усі жителі села рідною мовою назвали румунську.